# Anisothecium hookeri
Anisothecium hookeri är en bladmossart som beskrevs av Brotherus 1924. Anisothecium hookeri ingår i släktet Anisothecium och familjen Dicranaceae. Inga underarter finns listade i Catalogue of Life.